# غريس تايلور
غريس تايلور (بالإنجليزية: Grace Taylor)‏ هي لاعبة جمباز أمريكية، ولدت في 29 مارس 1988.